# Тейлор, Джеймс Герберт
Джеймс Герберт Тейлор (англ. James Herbert Taylor, 14 января 1916 — 29 декабря 1998) — американский молекулярный биолог и генетик, известный своими исследованиями структуры и размножения хромосом, которые помогли установить стандарты для последующей области молекулярной генетики. Большую часть этого исследования он провёл вместе со своей женой Ширли Тейлор. Согласно учебнику Лаборатории Колд-Спринг-Харбор 2006 года, «Тейлор как никто другой близок к тому, чтобы стать отцом области» изучения хромосом. 

## Образование
Тейлор получил степень бакалавра наук в Юго-Восточном университете штата Оклахома в 1939 году, степень магистра наук по ботанике и бактериологии в Университете Оклахомы в 1941 году и степень доктора философии по биологии в Университете Вирджинии в 1944 году. 

## Карьера
Тейлор служил сержантом в армейском медицинском корпусе во время Второй мировой войны. В 1951 году он поступил на работу в Колумбийский университет в качестве доцента кафедры ботаники. В 1954 году он покинул Колумбийский университет, перейдя в Университет штата Флорида в качестве доцента ботаники, а в 1958 году стал там профессором клеточной биологии. В 1960 году он стал соучредителем Американского общества клеточной биологии. В 1964 году Университет штата Флорида назначил его профессором биологических наук университетского института молекулярной биофизики; он занимал должность директора института с 1980 по 1985 год. В 1983 году он был назначен заслуженным профессором биологических наук Роберта О. Лоутона в Университете штата Флорида.

## Награды и почести
Тейлор получил стипендию Гуггенхайма в области генетики в 1958 году и был избран президентом Американского общества клеточной биологии в 1969 году. Он был избран членом Национальной академии наук США в 1977 году.